# Luis Garcia
Luis Javier García Sanz (født 24. juni 1978) er en tidligere spansk fodboldspiller. Han har spillet for blandt andet FC Barcelona, Liverpool F.C., Atletico Madrid og Racing Santander.